# 克羅地亞—印度尼西亞關係
印度尼西亚－克罗地亚关系（印尼语：Hubungan Indonesia–Kroasia, 克罗埃西亚语： Odnosi Indonesia - Hrvatska）是指印尼和克罗地亚之間的雙邊關係。两国于1992年9月2日建交。

## 历史
两国于1992年9月2日建交，克罗地亚视印尼为克罗地亚在东盟最大、最有影响力的贸易伙伴以及扩展东南亚市场的门户；印尼亦视克罗地亚为扩展欧盟、巴尔干半岛市场的门户国家。克罗地亚希望藉由与印尼的外交关系在2015年加入东盟经济共同体。
2011年双边贸易额达6710万美元，2012年下降至3017万美元。
除了在经贸上的往来，克罗地亚也积极在技术合作方面加强与印尼的合作关系，发展军事工业；两国间亦有一些大学合作研究项目。

## 外交机构
- 印度尼西亞于2010年建立了常驻克罗地亚的大使馆。[6]

- 在印尼首都雅加达设有大使馆，并兼驻 新加坡、 菲律賓和 泰國[7][8]。